# Bigamia
Nas culturas que praticam a monogamia conjugal, bigamia é o ato de entrar em um casamento com uma pessoa, enquanto ainda é legalmente casada com outro. A bigamia é um crime na maioria dos países autointitulados "ocidentais", e quando isso ocorre, nesse contexto, muitas vezes nem o primeiro nem o segundo cônjuge está ciente do outro. Nos países onde existem leis para a bigamia, o consentimento de um dos cônjuges antes não faz diferença para a legalidade do segundo casamento, que geralmente é considerado nulo.

## História
Em Roma, o dogma do casamento monogâmico condizia à ilicitude da celebração do novo matrimônio. Entretanto, a bigamia foi tolerada durante o período republicano e início do Imperio, mas não a poligamia. Com o propósito de coibir a poligamia, Diocleciano (285 d.C) incriminou a bigamia e deixou a fixação da pena ao magistrado da época. Em época anterior, Valeriano (258 d.C) também vedou a celebração de duplo matrimônio, mas esta conduta nem sempre era considerada como crime autônomo, sendo as binae nuptiae à princípio punidas como adultério.

## No Brasil
No Brasil, as Ordenações Filipinas (1603) sancionava a bigamia com a pena de morte. O Código Criminal do Império condenou o crime a prisão perpétua, combinada com multa e trabalhos forçados. O Código Penal Republicano seguindo o precedente deu o nome à conduta típica como poligamia, levando ao entendimento errôneo de que o segundo matrimônio não seria punível.
O atual Código Penal (1940) retomou a nomenclatura bigamia, que consiste em alguém sendo casado contrair novo matrimônio. Sendo punido também, se existirem, os poligâmicos.
Sua pena é de 2 a 6 anos de reclusão e a pessoa que se casa com alguém nessas circunstâncias, conhecendo tal fato, é punido com pena de reclusão ou detenção de um a três anos. Se o primeiro matrimônio for anulado, ou o segundo (desde que não por bigamia) considera-se inexistente o crime.
Não constitui bigamia casar novamente após o falecimento do cônjuge, nem caso uma das cerimônias seja restritamente religiosa.